# Le Choix d'Adèle

Le Choix d'Adèle est un téléfilm français réalisé par Olivier Guignard et diffusé pour la première fois le 4 octobre 2011 sur France 3.

## Synopsis
Adèle, une maîtresse d'école, accueille en milieu d'année Kaniousha, une nouvelle élève de 8 ans d'origine albanaise. L'institutrice apprend que ses parents sont sans papiers et menacés d'expulsion. Elle décide de venir en aide à la famille.  

## Fiche technique
- Titre : Le Choix d'Adèle
- Scénario : Nadine Lermite
- Collaboration au scénario : Pauline Rocafull
- Réalisateur : Olivier Guignard
- Musique : Arland Wrigley
- Production : Raspail Production
- Pays :  France
- Durée : 90 minutes

## Distribution
- Miou-Miou : Adèle
- Luàna Bajrami : Kaniousha
- Marie-Hélène Lentini : Josiane
- Marc Citti : Olivier
- Elina Löwensohn : Vlora
- Imer Kutllovci : Arben
- Jacques Herlin : Joseph
- Charlotte Talpaert : Isabelle
- Carine Bouquillon : Aline
- Saverio Maligno : Jean-Louis